# Lars Salomon Engelmark
Lars Salomon Engelmark, född 16 juni 1773 i Enontekis socken, död 9 december 1831 i Jokkmokks församling, var en svensk präst.

## Biografi
Lars Salomon Engelmark föddes 1773 i Enontekis. Han var son till kyrkoherden Daniel Engelmark och Brita Tornberg. Han kom tidigt till skolan i Torneå och undervisades därefter av en informator i föräldrahemmet. År 1792 blev Engelmark student vid Uppsala universitet och prästvigdes den 24 februari 1799. Hans första tjänst var som pastorsadjunkt i Jukkasjärvi församling, varefter han blev pastoradjunkt i Jokkmokks församling, pastorsadjunkt i Råneå församling 1803, vice pastor i Jukkasjärvi församling 1804, komminister i Kvikkjokks församling, skolmästare i Gällivare samma år och utnämndes efter fadern som avlidit 1825 till kyrkoherde och skolmästare i Jokkmokks församling 1826 med tillträde 1828.

### Familj
Engelmark gifte sig 1791 med Brita Stjernström (1768–1851), dotter till bruksbokhållaren Hans Stjernström och Brita Stålnacke. De fick tillsammans barnen Brita Vendela Engelmark (född 1792) som var gift med komministern N. F. Björkman i Kvikkjokks församling, handlanden Daniel Engelmark (född 1795) i Uleåborg, Margareta Elisabeth Engelmark (född 1797) som var gift med stadsfiskalen Finnberg i Torneå, Lars Engelmark (1799–1804), Eva Lovisa Engelmark (1804–1849), kyrkoherden Fredrik Engelmark (1806–1866) Karesuando församling och skolmästare i Gällivare, Anna Charlotta Engelmark (född 1808), Catharina Magdalena Engelmark (född 1811) som var gift med inspektoren N. P. Mannberg i Hedensfors och bonden Lars Gustaf Engelmark (född 1814).